# Adelastes hylonomos
Adelastes hylonomos е вид земноводно от семейство Microhylidae, единствен представител на род Adelastes.

## Разпространение
Видът е разпространен във Венецуела.